# Saint-Cyr-en-Bourg
Saint-Cyr-en-Bourg korábbi község Franciaország Loire mente régiójában, Maine-et-Loire megyében. 2016. január 1-jén Brézé és Chacé községgel egyesült és Bellevigne-les-Châteaux új község része lett.
Lakosainak száma 862 fő (2018. január 1.). Saint-Cyr-en-Bourg Brézé, Chacé, Fontevraud-l’Abbaye és Souzay-Champigny községekkel határos.

## Népesség
A település népessége az elmúlt években az alábbi módon változott:
| Lakosok száma | 737  | 983  | 1172 | 1070 | 1018 | 969  | 937  | 905  | 873  | 862  |
|               | 1968 | 1975 | 1982 | 1999 | 2006 | 2011 | 2013 | 2016 | 2017 | 2018 |